# Două dogme ale empirismului
Două dogme ale empirismului este una dintre cele mai importante scrieri ale lui Willard Van Orman Quine, important filozof analitic (1908-2000), profesor de filosofie la Harvard. Traducerea românească a acestui articol s-a făcut în 1974, în Materialismul dialectic și știintele moderne, vol. 15, „Epistemologie. Orientări contemporane”.

## Cele două dogme ale empirismului
- a) distincția între „adevărurile analitice, întemeiate pe semnificații independente de fapte, și adevărurile sintetice, întemeiate factual”
- b) reducționismul, credința că orice enunț cu semnificație se poate traduce în propoziții formate din termeni care se referă la experiența imediată.

## I. Temeiurile analiticității
Leibniz: adevăruri raționale/adevăruri factuale
Hume: relațiile dintre idei/relații între lucruri
Kant: adevăruri analitice/adevăruri sintetice
Pentru Kant, judecățile analitice sunt judecăți a căror valoare de adevăr depinde doar de sensul (meaning) cuvintelor. (Sensul este diferit de semnificație. v. Frege, Sens și semnificație)
„Ce gen de lucruri sunt sensurile?”
„Sensul este ceea ce devine esența atunci când ea este despărțită de obiectul referinței și asociată cu cuvântul.” Obiectul teoriei sensului este „sinonimia formelor lingvistice și analiticitatea enunțurilor; sensurile însele, ca entități intermediare obscure, pot fi foarte bine abandonate.”
Enunțurile analitice se împart în două clase:
- 1) logic adevărate: Nici un om necăsătorit nu este căsătorit. (Nu depinde de cuvintele folosite ci doar de particulele logice)
- 2) cele care pot fi reduse la enunțuri logic adevărate prin înlocuirea termenilor sinonimi: Nici un celibatar nu este căsătorit. Dar sinonimia este ea însăși la fel de neclară precum analiticitatea.

Carnap explică analiticitatea prin inducție completă pornind de la enunțuri atomare. Chiar acceptând această concepție, ea nu explică decât enununțurile primei clase.

## II. Definiția
Enunțurile clasei a doua se reduc la enunțuri logice datorită definiției termenilor. Dar definiția este fie consemnată în dicționare, fie definiție explicativă, fie stipulată (introducerea convențională explicită a unei notații noi). În primul caz, dicționarul consemnează o realitate empirică și definiția se bazează pe sinonimii neclare ale limbajului comun. În cel de al doilea caz, filosoful sau omul de știință își definesc termenii pornind de la sinonimii preexistente, cu scopul de a rafina și suplimenta sensul. Doar stipulația este o definiție pură pentru că noul termen a fost creat special pentru a desemna definiendumul și nu depinde de relațiile anterioare de sinonimie.

## III. Intersubstituibilitatea
„[S]inonimia a două forme lingvistice constă simplu în intersubstituibilitatea lor în toate contextele fără schimbarea valorii de adevăr.”
Contraexemple: „Celibatar” are nouă litere. sau Traista ciobanului nu este o traistă.
Dar putem să ne referim doar la cuvânt în cazul sinonimiei cognitive, „în conformitate cu care orice enunț analitic se poate transforma într-un adevăr logic prin substituirea sinonimilor.” Dar celibatar și om necăsătorit sunt cognitiv sinonime ddacă enunțul Toți celibatarii și numai ei sunt oameni necăsătoriți este analitic. În acest caz, trebuie să explicăm sinonimia cognitivă fără a apela la analiticitate. Sinonimia cognitivă poate fi echivalată cu coincidența extensiunii termenilor. Dar coincidența extensiunii poate fi doar contingentă. (v. ființă cu inimă și ființă cu rinichi)

## IV. Regulile semantice
Orice lucru verde este întins este analitic? Problema este cu termenul analitic, si chiar construind un limbaj artificial, și stipulând care enunțuri sunt analitice, nu putem explica analiticitatea. 
Orice enunț are o componentă lingvistică și o componentă factuală. În acest caz, putem afirma că enunțurile analitice sunt cele care au componenta factuală nulă, dar aceasta nu face distincția între enunțurile analitice și cele sintetice.

## V. Teoria verificării și reducționismul
Teoria verificaționistă a sensului: „sensul unui enunț este constituit de metoda de confirmare sau infirmare empirică a lui. Un enunț analitic este acel caz limită care este confirmat de orice stare de lucruri.” Această teorie ar salva analiticitatea.
Reducționismul radical: „Orice enunț cu sens se consideră că este traductibil într-un enunț (adevărat sau fals) asupra experienței imediate.” Locke și Hume: „orice idee trebuie sau să se originize direct în experiența sensibilă sau să fie compusă din idei având o astfel de origine.” O formulare mai adecvată (posibilă prin Bentham și Frege) este aceea ca enunțurile în întregul lor, și nu termenii, să fie traductibile în limbajul datelor sensibile.
„Dogma reducționismului supravețuiește prin supoziția că fiecare enunț, luat izolat față de partenerii lui, poate admite în general o confirmare sau o infirmare.”
„Sugestia mea opusă [...] este că enunțurile noastre asupra lumii esterne înfruntă tribunalul experienței sensibile nu în mod individual, ci numai ca unitate corporativă.”
Cele două sunt legate prin aceea că, dacă un enunț poate fi verificat izolat, atunci, la limită, există enunțuri „confirmate în gol, ipso facto, valabile în general; și un asemenea enunț este analitic.”
„[E] un nonsens și un izvor de numeroase nonsensuri să vorbim despre o componentă lingvistică și despre o componentă factuală a adevărului oricărui enunț individual. Luată colectiv, știința are o dublă dependență de limbaj și de experiență, dar această dualitate nu poate fi trasată semnificativ pentru enunțurile științei luate unul câte unul.”
„Unitatea semnificației empirice este știința întreagă.”

## VI. Empirismul fără dogme
„[D]evine lipsit de sens să căutăm o graniță între enunțurile sintetice, care sunt valabile contingent pe baza experienței, și enunțurile analitice care sunt valabile în general. Orice enunț poate fi făcut valabil ăn general dacă facem ajustări suficient de drastice în altă parte a sistemului.”
„Obiectele fizice sunt conceptual introduse în situație ca intermediari convenabili, nu prin definirea lor în termenii experienței, ci pur și simplu ca stipulări ireductibile, compatibile epistemologic cu zeii lui Homer.”